# 2.43 세이인 고교 남자 배구부
《2.43 세인 고교 남자 배구부》(일본어: 2.43 清陰高校男子バレー部)는 가쓰이 유카코가 쓴 배구를 소재로 한 스포츠 청소년 소설이다. 소설의 삽화는 야마카와 유이시가 맡았다. 애니메이션은 데이비드 프로덕션에서 만들었고, 2021년 1월 7일부터 3월 25일까지 후지TV에서 매주 목요일 24시 55분(밤 12시 55분)에 방영했다. 대한민국에서는 우리말 자막으로 대원방송 계열인 애니박스·애니원·챔프TV에서 방영되었다. 우리말 녹음은 같은 해 10월 19일부터 11월 23일까지 매주 화요일 밤 10시에 방영했다.

## 개요
이 작품에서는 산과 푸른 하늘로 둘러싼 후쿠이현의 현립 고등학교 세인 고등학교를 배경으로 전국대회를 목표로 하는 남자 배구부원의 이야기를 담았다. 원작 소설에서는 ① 쿠로바 유니와 하이지마 키미치카를 중심으로 ② 아오키 미사오와 오다 신이치로, ③ 칸노 아키토와 스에모리 이바라, ④ 미무라 스바루와 오치 미쓰오미, ⑤ 유미카케 아쓰시와 아사노 나오즈미 등 두 사람이 짝을 이루어 내용이 전개되는 것과는 달리, 애니메이션에서는 이 가운데 ① 쿠로바 유니와 하이지마 키미치카에 초점을 두고 이야기가 펼쳐진다.

## 연재 및 발매 현황
단행본 소설은 일본 현지에서 2021년 기준으로 세인 고교 편 2권(1기), 대표 결정전 2권(2기), 봄철 배구 편 1권(3기), 후쿠호 공업고등학교 단편집 1권(파생작) 등 총 6권이 나왔다. 2021년 기준으로 4기에 해당하는 〈next 4 years〉가 연재되고 있다.
만화는 2018년 7월부터 나오고 있다.

## 한국어 녹음 목소리 출연

### 주연, 주요 인물
- 정주원: 쿠로바 유니
- 서반석: 하이지마 키미치카
- 박상훈: 아오키 미사오
- 이재범: 오다 신이치로
- 고구인: 칸노 아키토
- 이원찬: 오쿠마 유스케
- 정의진: 호카오 카즈마
- 서정익: 우치무라 나오야스
- 김수영: 쿠로바 이토코
- 홍후백: 쿠로바 요리미치
- 이호산: 미무라 스바루
- 윤용식: 타카스기 준고
- 이창민: 아사마쓰 잇세이
- 장서화: 토쿠라 코헤이
- 최현수: 진노 류다이
- 김주호: 카케가와 토모키
- 신범식: 야노메 케이타
- 박성영: 사와타리 유히
- 황창영: 오치 미쓰오미

### 조연, 단역
- 신경선: 하타 감독
- 이규창: 이치조다니(고문 선생님)
- 원에스더: 어린 쿠로바(1화)
- 이새벽: 어린 키미치카(″)
- 김민주: 감독(″)
- 김예림: 스에모리 이바라(4화)
- 김윤채: 카시와기 미나미(5화)
- 한만중: 이카와 오사무(1, 5화)
- 채안석: 요시노 쇼타(″)
- 이승행: 코무카이(″)
- 박주광: 나가토 료(1~4화)
- 전영수: 쿠로바 엄마(2화)
- 천지선: 키미치카 할머니(″)
- 민승우: 교장(2, 5화)
- 그 밖: 비주언, 김정훈

## 방영 목록
| 회차           | 제목                         | 방송 일자 (일본) | 방송 일자 (대한민국, 우리말 자막) | 방송 일자 (대한민국, 우리말 녹음) |
| -------------- | ---------------------------- | ---------------- | --------------------------------- | --------------------------------- |
| 1화            | 유니와 치카                  | 2021년 1월 7일   | 2021년 1월 18일                   | 2021년 10월 19일                  |
| 2화            | 최고이자 최악의 플레이메이커 | 2021년 1월 14일  | 2021년 1월 25일                   | 2021년 10월 19일                  |
| 3화            | 개의 시점과 기린의 시점      | 2021년 1월 21일  | 2021년 2월 1일                    | 2021년 10월 26일                  |
| 4화            | 높게, 빠르게, 강하게         | 2021년 1월 28일  | 2021년 2월 8일                    | 2021년 10월 26일                  |
| 5화            | 스탠 바이 미                 | 2021년 2월 4일   | 2021년 2월 15일                   | 2021년 11월 2일                   |
| 6화            | 웃는 킹과 울보 잭            | 2021년 2월 11일  | 2021년 2월 22일                   | 2021년 11월 2일                   |
| 7화            | 코트를 지배하는 히어로       | 2021년 2월 18일  | 2021년 3월 1일                    | 2021년 11월 9일                   |
| 8화            | 쿠로바와 치카, 재출전        | 2021년 2월 25일  | 2021년 3월 8일                    | 2021년 11월 9일                   |
| 9화            | 불패와 다크호스              | 2021년 3월 4일   | 2021년 3월 15일                   | 2021년 11월 16일                  |
| 10화           | 영웅과 천재 1                | 2021년 3월 11일  | 2021년 3월 22일                   | 2021년 11월 16일                  |
| 11화           | 영웅과 천재 2                | 2021년 3월 18일  | 2021년 3월 29일                   | 2021년 11월 23일                  |
| 마지막 화 (12) | 활주로                       | 2021년 3월 25일  | 2021년 4월 5일                    | 2021년 11월 23일                  |